# Arthrocereus rondonianus
Arthrocereus rondonianus är en art av kaktus från Minas Gerais i Brasilien. Stammarna är mer eller mindre upprätta, upp till 50 cm långa och 2,5 cm i diameter. Ribbor 14-18. Taggar gröngula till gula. Centraltaggar 1-2, till 7 cm långa. Radiärtaggar 40-50, fina, nållika, till 0,5-2 cm långa. Blommor lilarosa, till 8 cm långa. De slår ut på natten.
Lättodlad krukväxt som skall placeras i full sol under hela året. Kräver väldränerad jord. Vattnas ca en gång per vecka april till oktober. Vid mycket varm väderlek kan mera vatten ges. Ge kvävefattig gödning i små doser.  Övervintras svalt och torrt från november till mars. Temperaturen bör ligga på 10°C. Utan sval vintervila blommar inte kaktusen.
Förökas vanligen med frö eller sticklingar, som måste torka några dagar innan de planteras direkt i jord.